# Prata Camportaccio
Prata Camportaccio (lombardul: Prada Campustazz, németül: Überport) település Olaszországban, Sondrio megyében. Lakosainak száma 2908 fő (2023. január 1.). Prata Camportaccio Chiavenna, Mese, Novate Mezzola, Piuro, Samolaco és Gordona községekkel határos.

## Népesség
A település népességének változása:
| Lakosok száma | 2981 | 2950 | 2908 |
|               | 2017 | 2018 | 2023 |